# Hendrik II van Engeland
Hendrik II van Engeland (Le Mans, 5 maart 1133 – Chinon, 6 juli 1189), ook Hendrik Plantagenet genoemd, was koning van Engeland, hertog van Normandië, graaf van Anjou, Maine, Touraine en Nantes. Via zijn vrouw Eleonora van Aquitanië was hij hertog van Aquitanië en Gascogne, en graaf van Poitou, van Auvergne en enkele kleinere graafschappen. Bovendien had hij veel macht in Ierland, Wales, Bretagne en Schotland. Het grote machtsgebied dat Hendrik had opgebouwd, wordt het Angevijnse Rijk genoemd. Behalve door de opbouw van dit feodale rijk wordt Hendrik vooral herinnerd wegens:
- het conflict met, en de moord op, zijn eerdere vriend Thomas Becket;
- zijn lange, gespannen verhouding met Lodewijk VII van Frankrijk, die formeel zijn leenheer was in Frankrijk;
- de (geromantiseerde) verhalen over zijn huwelijk en zijn kinderen (onder anderen Richard Leeuwenhart), en de soms gewapende conflicten met zijn kinderen en met zijn vrouw;
- het leggen van de basis voor het Engelse recht, en zijn (ongevraagde) impulsen voor modernisering van het bestuur en de wetgeving in Ierland, Schotland en Wales.

Hendrik was de eerste koning van het huis Plantagenet. De naam Plantagenet kwam van de bijnaam van zijn vader die de gewoonte had een bremtakje (Latijn: Planta genesta) op zijn hoed te dragen. Andere bijnamen waren Curtmantle (Frans: Court-manteau, korte mantel) en FitzEmpress (zoon van de keizerin).

## Jeugd
Hendrik was een zoon van Godfried Plantagenet, graaf van Anjou, Maine en Touraine, en Mathilde van Engeland, de dochter van Hendrik I van Engeland en weduwe van keizer Hendrik V. Godfried was als feodale vorst praktisch onafhankelijk van de koning van Frankrijk en was dus een belangrijke buurman van het hertogdom Normandië van Hendrik I van Engeland. Het tweede huwelijk van Mathilde was dus zeker van belang voor haar vader.
Hendrik I van Engeland overleed in 1135. Hij had Mathilde als zijn erfgename aangewezen, maar haar neef Stefanus van Blois greep de macht en werd tot koning van Engeland gekroond. Godfried maakte gebruik van de verwarde situatie door Normandië te bezetten in naam van zijn vrouw en zijn zoon. Godfried bemoeide zich verder niet met de strijd in Engeland (de Anarchie (Engeland)), dat liet hij over aan Mathilde en haar halfbroer Robert van Gloucester (graaf).
Hendrik II kreeg voor die tijd een uitstekende opvoeding. Als kind verbleef hij vooral bij zijn moeder, maar vanaf 1140 leefde hij bij zijn vader en werd opgevoed door filoloog Peter van Saintes. In 1142 werd hij naar Bristol gezonden, naar het hof van Robert van Gloucester. Daar werd hij met de kinderen van Robert opgevoed door een huisleraar en door de kanunniken van de kathedraal van Bristol. Vanaf 1144 werd hij weer in Anjou opgevoed door Willem van Conches.
In 1147 stak Hendrik (veertien jaar oud) met een kleine legermacht van huurlingen over naar Engeland. Al snel bleek dat Hendrik geen geld had om zijn troepen te betalen en zat hij vast in Engeland met een bende huurlingen waar hij geen controle over had. Zijn moeder en zijn oom wilden hem niet ondersteunen, wat suggereert dat Hendrik deze actie op eigen houtje had bedacht en uitgevoerd. Uiteindelijk vroeg hij koning Stefanus om hulp. Deze betaalde de troepen – waarom hij dat gedaan heeft is onderwerp van veel speculatie – en liet Hendrik naar Normandië terugkeren. In 1149 probeerde Hendrik het nogmaals; hij wilde met hulp van koning David I van Schotland en zijn oudoom Ranulf van Chester proberen om York te veroveren. Maar toen Stefanus met een legermacht naar het noorden trok, zagen Hendriks bondgenoten van de onderneming af. Hendrik moest weer terugkeren naar Normandië.
Hendrik groeide op tot een energieke en gedreven man, met één doel: het herstel van het koninkrijk van Hendrik I met hemzelf als koning. Hij miste de charme van zijn vader. Hendrik had rood haar en sproeten, hij was niet lang en had kromme benen van het paardrijden. Hij zou niet veel om zijn uiterlijk hebben gegeven en regelmatig versleten kleding hebben gedragen. Hij hield van oorlog en de jacht maar op latere leeftijd had hij vooral interesse in bestuur en rechtspraak.

## Opbouw van het Angevijnse Rijk (tot 1162)
| ■ Hendriks gebieden                                | ■ Franse Kroondomein   |
| ■ Eleonora's gebieden                              | ■ Graafschap Toulouse* |
| * Eleonora maakte ook aanspraak op dit graafschap. |                        |

Frankrijk in de tweede helft van de 12e eeuw.

Toen Hendrik in 1149 terugkwam naar Frankrijk, was de oorlog in Engeland gestagneerd. In 1150 maakte Godfried Hendrik tot hertog van Normandië. De toenemende macht en onafhankelijkheid van Godfried was een doorn in het oog van Lodewijk VII, die formeel de leenheer was van Normandië. Lodewijk benoemde daarom Eustaas IV van Boulogne (de zoon van Stefanus) tot hertog en hij begon een veldtocht naar Normandië om die beslissing door te drukken. Op advies van Godfried begon Hendrik onderhandelingen met Lodewijk en door bemiddeling van Bernardus van Clairvaux werd een compromis bereikt: Lodewijk erkende Hendrik als hertog van Normandië, en in ruil daarvoor gaf hij het betwiste graafschap Vexin terug aan de koning.
Godfried overleed in 1151. Hendrik moest zich er nu eerst op concentreren om de erfenis van zijn vader veilig te stellen. Hendrik had een broer, Godfried van Nantes, en het lijkt erop dat hun vader, Godfried V, Anjou, Maine en Touraine aan Hendrik wilde nalaten, terwijl Godfried van Nantes een aantal belangrijke kastelen langs en zuidelijk van de Loire (rivier) zou krijgen. Godfried van Nantes zou later beweren dat hun vader op zijn sterfbed had gezegd dat eens Hendrik koning van Engeland zou zijn geworden deze Anjou en Maine aan zijn jongere broer moest afstaan (dit wordt door sommige moderne historici, o.a. Wilfred Lewis Warren, in twijfel getrokken).

### Huwelijk met Eleonora
Dit alles werd verstoord toen Hendrik, totaal onverwacht, met de elf jaar oudere hertogin Eleonora van Aquitanië op 18 mei 1152 (Eerste Pinksterdag) in de Sint-Pieterskathedraal van Poitiers zonder toestemming van haar ex-man en hun beider leenheer, Lodewijk VII, in het huwelijk trad. Eleonora was nog maar net van Lodewijk gescheiden, op 11 maart van dat jaar. Ze was de rijkste vrouw van Frankrijk, en daarmee een zeer gewilde huwelijkspartij. Onderweg van Parijs naar haar hoofdstad Poitiers had ze kunnen ontsnappen aan pogingen van Godfried jr. en van Theobald V van Blois, om haar te ontvoeren en tot een huwelijk te dwingen. Eleonora besloot snel te handelen en trouwde met Hendrik. Voor Hendrik bood dit huwelijk een aantal voordelen: Eleonora gaf hem alle middelen die hij nodig had om de macht te grijpen in Engeland; ze was ongeveer tien jaar ouder maar nog steeds een bijzonder mooie vrouw die al een paar kinderen had gekregen, dus Hendrik wist zeker dat ze vruchtbaar was; Hendrik en Eleonora beschikten samen over meer dan de helft van Frankrijk, waardoor Lodewijk geen bedreiging meer was voor een van beiden.

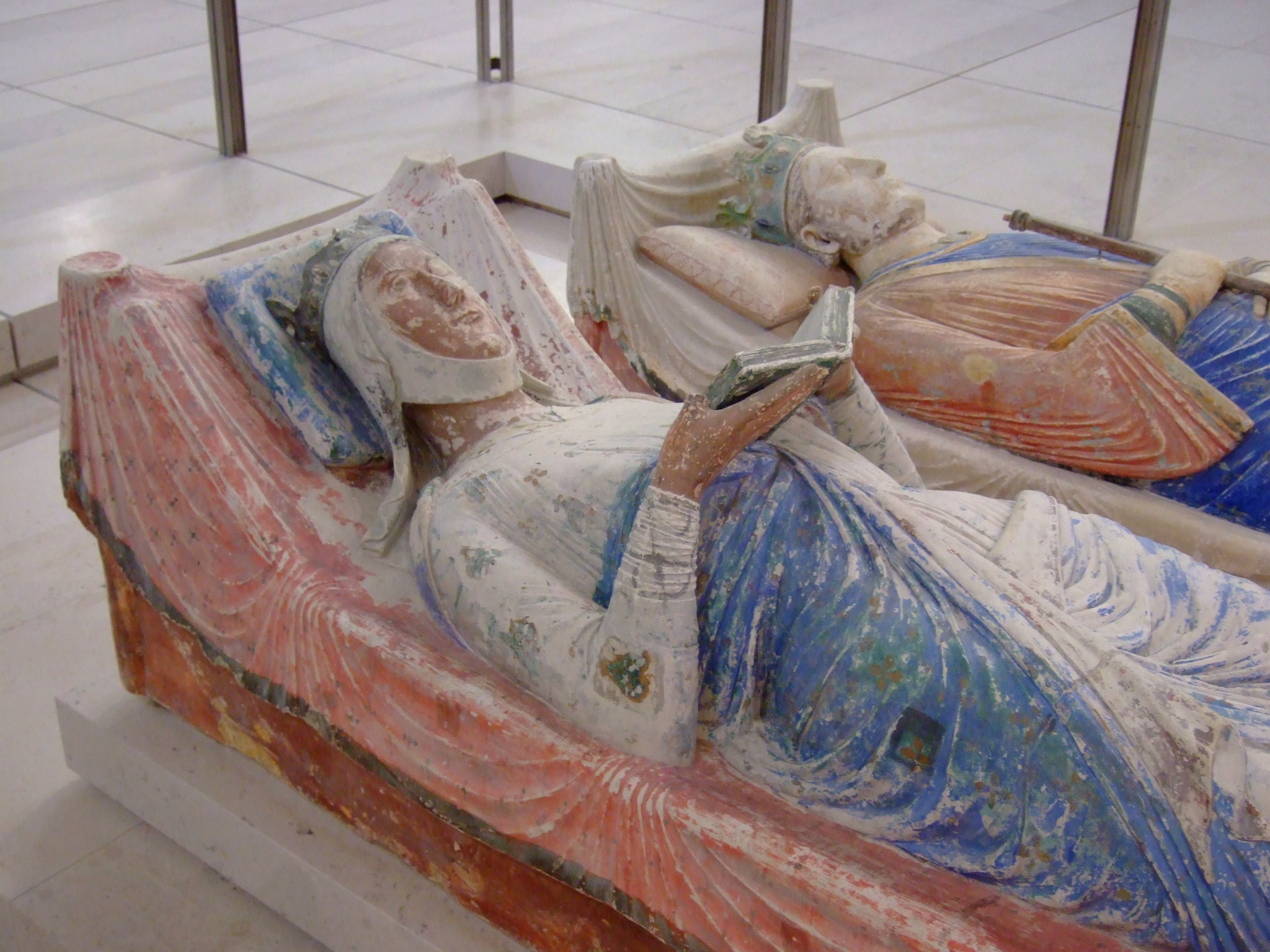
De graftombe van Eleonora van Aquitanië en Hendrik II in de Abdij van Fontevraud.

Het huwelijk van Hendrik en Eleonora was niet alleen een politiek probleem voor Lodewijk. Het snelle huwelijk van Hendrik met de ex-vrouw van zijn leenheer, zonder dat dit diplomatiek grondig was voorbereid, was binnen de feodale verhoudingen een regelrechte belediging. De snelheid van het huwelijk gaf ook voeding aan geruchten dat Hendrik en Eleonora voor haar scheiding al plannen voor dit huwelijk hadden gemaakt; volgens sommige geruchten was Hendrik al haar minnaar geweest toen hij eerder Parijs had bezocht. Bovendien zou Eleonora's grote erfenis aan de neus van haar dochters met Lodewijk voorbijgaan, als ze met Hendrik mannelijke erfgenamen zou krijgen. Lodewijk vormde een bondgenootschap tegen Hendrik en Eleonora met Stefanus, Eustaas, Godfried (de broer van Hendrik), Hendrik I van Champagne en Rotrud IV van Perche. Hendrik van Champagne en Rotrud vielen Normandië aan en bezetten Neuf-Marché, Lodewijk viel Aquitanië aan en Stefanus belegerde Hendriks kasteel in Wallingford (Engeland). Hendrik op zijn beurt trok plunderend door Vexin en veroverde daarna enkele van de kastelen van zijn broer Godfried. Godfried moest vrede sluiten met Hendrik en Lodewijk werd ziek en moest zich terugtrekken. Nadat de strijd in Frankrijk was gestabiliseerd, kon Hendrik aandacht geven aan Engeland.

### De Engelse troon
In de winter van 1153 stak Hendrik met een klein leger van huurlingen over naar Engeland. Daar kreeg hij steun van Ranulf van Chester en Hugo Bigod, de earl van Norfolk (graafschap). In Stockbridge (Hampshire) had Hendrik een ontmoeting met geestelijken die hem vertelden dat de kerk vooral vrede wilde en hoopte dat Hendrik geestelijke goederen zou sparen. Hendrik beloofde dat, en beloofde ook dat hij geen druk op bisschoppen zou uitoefenen om hem als koning te erkennen. Daarna belegerde Hendrik het kasteel van Malmesbury (Wiltshire), in de hoop om Stefanus tot een reactie te verleiden. Inderdaad trok Stefanus met zijn leger naar Malmesbury, waardoor het beleg van Wallingford werd opgeheven. Hendrik ontweek een veldslag en Hendrik en Stefanus besloten tot een tijdelijke wapenstilstand vanwege het winterse weer. Dit gaf Hendrik de gelegenheid om naar de Midlands (Engeland) te trekken, terwijl Stefanus opnieuw het kasteel van Wallingford belegerde. Robert van Meulan, earl van Leicester (Engeland) koos de kant van Hendrik. Samen met zijn bondgenoten ontzette hij het kasteel van Wallingford. Hendrik had nu de controle over het zuidwesten, de Midlands en het meeste van het noorden van Engeland. Hij zette een hof op in koninklijke stijl, hij sprak recht en regelde huwelijken als een koning.
Toen het zomer werd dreigde Wallingford te vallen en Hendrik trok met een leger naar het zuiden om het kasteel te ontzetten. Stefanus liet versterkingen komen en er dreigde een veldslag. Maar op verzoek van edelen van beide kanten onderhandelden geestelijken een bestand, tegen de zin van Hendrik en Stefanus. Maar ze maakten wel gebruik van de gelegenheid om elkaar te spreken en de mogelijkheden van een vrede te onderzoeken.
Na enkele maanden van halfhartige gevechten sloten Hendrik en Stefanus de vrede van Winchester (november 1153). Dit was mogelijk geworden door het plotselinge overlijden van Eustaas, de erfgenaam van Stefanus. Koning Stefanus had nog een zoon, Willem I van Boulogne, maar hij zag blijkbaar geen geschikte opvolger in Willem. De afspraak tussen Stefanus en Hendrik was dat Stefanus Hendrik zou adopteren en tot erfgenaam zou benoemen; dat Stefanus naar Hendriks raad zou luisteren maar wel volwaardig koning zou blijven; dat Willem Hendrik als vorst zou erkennen maar al zijn landen en kastelen zou behouden; dat kastelen van Stefanus zouden worden beheerd door mensen die door Hendrik werden vertrouwd; dat Stefanus vrij toegang zou hebben tot de kastelen van Hendrik; dat alle eenheden van huurlingen zouden worden ontbonden en naar huis worden gestuurd.
Uit angst voor een aanslag besloot Hendrik terug te keren naar Normandië. Maar in 1154 kreeg Stefanus buikklachten en hij overleed op 25 oktober 1154. Hendrik kwam op 8 december aan in Engeland en op 19 december werden Hendrik en Eleonora gekroond in Westminster Abbey. In april 1155 kwamen alle hoge edelen naar het hof van Hendrik en zwoeren trouw aan hem en zijn zonen.

### Aanpak van het bestuur in Engeland
Hendrik was koning maar had te maken met (mogelijke) rivalen voor macht, of in ieder geval zijn bezit: Willem van Boulogne (zoon van Stefanus), zijn jongste broer Willem van Poitou maar vooral zijn andere broer Godfried. Hendriks vader Godfried Plantagenet had in zijn testament bepaald dat als Hendrik koning van Engeland zou worden, zijn oorspronkelijke graafschappen Anjou, Maine en Tourraine aan zijn volgende zoon zouden vervallen. Hendrik kon dit een jaar vertragen maar moest de graafschappen in 1156 toch overdragen. Godfried overleed echter al in 1158, zonder erfgenamen. Daardoor kreeg Hendrik de graafschappen weer terug. Willem van Boulogne overleed in 1159. De belangrijkste rivalen van Hendrik waren nu verdwenen, Met zijn jongere broer Willem van Poitou schijnt Hendrik een redelijk goede verhouding te hebben gehad.
In Engeland had Hendrik nog genoeg problemen: een groot deel van het land had ernstig geleden onder het oorlogsgeweld, er waren veel kastelen gebouwd zonder dat er formeel toestemming voor was gegeven, het koninklijke recht op bossen werd nauwelijks gehandhaafd (denk aan Robin Hood een generatie later), toezicht op de munt schoot tekort en de inkomsten van de schatkist waren sterk teruggelopen.
Hendrik begon met beeldvorming: hij presenteerde zichzelf als de wettige erfgenaam van zijn grootvader Hendrik I. Alle ellende van de vorige 19 jaar was de schuld van Stefanus. En Hendrik presenteerde zichzelf als een redelijk en toegankelijk vorst, die anders dan zijn moeder bereid was om advies aan te nemen. Daarnaast gaf hij veel geld uit aan prestigieuze bouwwerken die zijn status onderstreepten. Ondertussen liet hij illegale kastelen ontmantelen en werkte hij aan het herstel van het recht en van de belastingen.
Tijdens de burgeroorlog was aan de grenzen met Schotland en Wales veel grondgebied verloren gegaan. Hendrik wist zoveel druk uit te oefenen op de jonge en ziekelijke koning Malcolm IV van Schotland dat die alle Engelse gebieden die David I van Schotland had verworven, opgaf aan Hendrik. De Welshe prinsen Owain Gwynedd en Rhys ap Gruffydd boden meer tegenstand en Hendrik moest zowel in 1157 als in 1158 campagnes voeren voordat de grenzen uit de tijd van Hendrik I waren hersteld.

### Expansie in Frankrijk

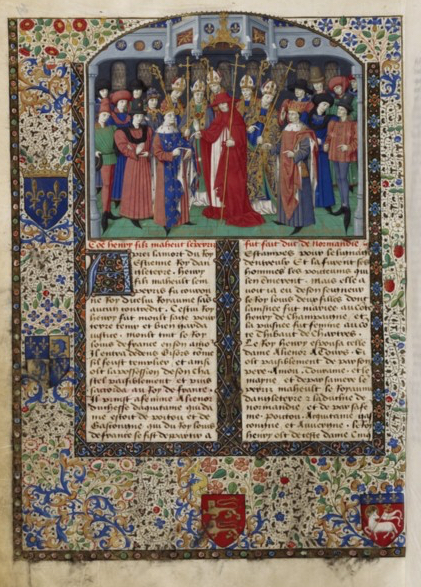
Een pagina uit een Normandische kroniek met links koning Lodewijk VII en rechts Hendrik II.

Gedurende de eerste acht jaar van zijn koningschap van Engeland verbleef Hendrik meer dan zes jaar in Frankrijk. De relatie tussen Hendrik en Lodewijk VII was voortdurend zeer gespannen. Lodewijk voerde een lastercampagne tegen Hendrik en verbreidde geruchten over zijn vermeende slechte gedrag en zijn slechte karakter. Lodewijk presenteerde zichzelf als de nobele, gekrenkte vorst die bovendien een heldhaftige, vrome kruisvaarder was. Ondertussen was het Hendrik die voordeel behaalde op Lodewijk: Diederik van Vlaanderen en Theobald V van Blois sloten een bondgenootschap met Hendrik, hoewel Diederik de voorwaarde bedong dat hij niet tegen Lodewijk hoefde te vechten.
In 1154 sloten Hendrik en Lodewijk een vrede waarbij Hendrik Neuf-Marché en Vernon (Eure) terugkocht van Lodewijk. De spanningen liepen echter alweer snel op omdat Hendrik het steeds maar uitstelde om Lodewijk als zijn leenheer te huldigen voor zijn Franse bezittingen. In 1158 probeerden Hendrik en Lodewijk opnieuw om de verhouding te verbeteren, ze ontmoetten elkaar in Parijs en Mont Saint-Michel. Afgesproken werd dat hun kinderen Hendrik II van Maine en Margaretha van Frankrijk met elkaar zouden trouwen, hoewel ze nog maar drie een één jaar oud waren. Margaretha zou bij haar huwelijk Vexin als bruidsschat krijgen, waarmee direct een slepend conflict werd opgelost. En Margaretha leefde voortaan aan het hof van Hendrik.
Hendrik was ondertussen bezig om zijn invloed in Bretagne uit te breiden. De hertog van Bretagne had niet veel macht over de onafhankelijke lokale heersers. Hendrik steunde de positie van hertog Conan IV van Bretagne, in ruil voor zijn politieke steun. Maar in 1156 werd Godfried (broer van Hendrik) graaf van de Bretonse stad Nantes. En toen Godfried in 1158 overleed, probeerde Conan om de stad in handen te krijgen maar Hendrik eiste de stad op als erfenis van zijn broer.
Het grote graafschap Toulouse was formeel deel van het hertogdom Aquitanië maar was in de praktijk een onafhankelijke feodale staat onder Raymond V van Toulouse. Raymond had echter een zwakke aanspraak op de titel en Eleonora wilde het graafschap voor zichzelf hebben. Hendrik sloot een bondgenootschap tegen Toulouse met Raymond Berengarius IV van Barcelona. Hendrik peilde ook het standpunt van Lodewijk, die zijn zuster Constance Capet aan Raymond van Toulouse had uitgehuwelijkt. Hendrik dacht dat Lodewijk zich niet zou verzetten tegen een verovering van Toulouse. Maar toen hij in 1159 met zijn leger bij Toulouse aankwam, bleek dat Lodewijk daar was voor een bezoek aan Raymond van Toulouse. Hoewel Lodewijk geen serieus leger bij zich had kon Hendrik geen aanval uitvoeren op de stad waar zijn leenheer verbleef. In plaats daarvan plunderde hij het graafschap, veroverde een aantal kastelen en Quercy.
Lodewijk en Hendrik onderhandelden in 1160 weer een vrede maar de situatie veranderde toen de vrouw van Lodewijk stierf en hij hertrouwde met Adelheid van Champagne, zuster van Theobald IV van Blois. De dochters van Lodewijk en Eleonora werden verloofd met haar neven Theobald V van Blois en Hendrik I van Champagne. Theobald V zegde daarop zijn bondgenootschap met Hendrik op. Hendrik zag in deze ontwikkelingen een politieke aanval door Lodewijk. Hij dwong de pauselijke legaten aan zijn hof om zijn zoon Hendrik met Margaretha te trouwen (vijf en drie jaar oud), en bezette Vexin als de bruidsschat van Margaretha. Lodewijk reageerde furieus en Theobald verzamelde zijn leger. Hendrik belegerde en veroverde het kasteel van Chaumont-sur-Loire en begin 1161 leek het erop dat een grootschalige oorlog zou uitbreken. Paus Alexander III begon een intensieve bemiddeling en in twee overeenkomsten werd in 1161 en 1162 een vrede gesloten. De situatie tussen Lodewijk en Hendrik bleef echter zeer gespannen, waarbij de voortdurende bezetting van Vexin door Hendrik de belangrijkste twistappel was.

## Bestuur, familie en hof
Hendrik regeerde over een aangesloten gebied van de Schotse grens tot aan de Pyreneeën. Het was echter geen samenhangend land maar een aaneenschakeling van geheel of gedeeltelijk zelfstandige staten, met hun eigen talen, wetten en lokale belangen. Deze gebieden werden alleen door feodale en familiale banden bijeengehouden.

### Bestuur
Hendrik reisde voortdurend door zijn gebieden met in zijn gevolg een kleine groep functionarissen die hem hielpen om de dagelijkse zaken af te handelen. Waar Hendrik was hield hij zich bezig met lokale zaken, vaardigde nieuwe wetten uit, sprak recht en hield hij audiëntie. Via koeriers was hij verbonden met al zijn gebieden en bleef zo betrokken bij de belangrijkste ontwikkelingen. Bij zijn afwezigheid werden dagelijks bestuur en militaire zaken door lokale edelen uitgevoerd. Hendrik zocht actief naar getalenteerde geestelijken en gebruikte die voor de uitvoering van regeringstaken of benoemde ze tot bisschop of aartsbisschop.
Bij belangrijke gebeurtenissen of feestdagen verzamelden zich veel hoge geestelijken en edelen op de plaats waar Hendrik verbleef. Dit werd een magnum concilium (grote raad) genoemd. Hendrik overlegde dan zaken van bestuur en wetgeving met de aanwezigen. Maar de magnum concilium was geen formeel instituut zoals de landdagen in Duitsland en het overleg was vermoedelijk vrijblijvend van aard.
Hendrik maakte vooral gebruik van oude raadgevers van zijn vader en van Hendrik I, aangevuld met enkele vroegere aanhangers van Stefanus. Hendrik probeerde de macht van de rijke Engels-Normandische families te verminderen door ze geen belangrijke functies te geven, en in te grijpen in huwelijkszaken en erfenissen. In Engeland en Normandië benoemde hij vooral ministerialen, geestelijken en (onwettige) familieleden in belangrijke functies. In de oude graafschappen van zijn vader werd het bestuur vooral door lokale edelen uitgevoerd.
Aquitanië en de bijbehorende gebieden, van Eleonora, waren praktisch onafhankelijk in hun dagelijkse zaken. Dat zal zeker te maken hebben gehad met de huwelijkse afspraken tussen Hendrik en Eleonora. Daar is niet veel over bekend maar wel is bekend dat toen Eleonora met Lodewijk trouwde, Lodewijk niets te zeggen kreeg over haar gebieden en Eleonora zelf invulling gaf aan de functie van hertog. Gezien de krachtige persoonlijkheid van Eleonora en haar sterke onderhandelingspositie voor het huwelijk, lijkt het zeker dat ze met Hendrik vergelijkbare afspraken heeft gemaakt.

### Hof en rol van de familie
Door zijn grote rijkdom kon Hendrik een grootse hofhouding voeren. Hendrik hield zelf vooral van jagen en drinken maar voelde zich ook verplicht zijn status te onderstrepen door literatuur te bevorderen en door deftige regels en taalgebruik aan het hof. Hendrik investeerde veel in zijn koninklijke kastelen, zowel om indruk te maken als om militaire redenen. En daarnaast gaf hij veel geld uit aan jachtverblijven. Opvallend was dat hij tegenstander was van toernooien.
Hendriks moeder Mathilde en zijn vrouw Eleonora hadden veel invloed op Hendrik. Eleonora was een aantal jaren belast met het bestuur van Engeland en bestuurde daarna een tijd Aquitanië. Hendrik en Eleonora hadden acht wettige kinderen. Ook hun zoons kregen een rol in het bestuur. Na verloop van tijd liepen de spanningen tussen Hendrik enerzijds, en Eleonora en hun zoons anderzijds, steeds verder op. De redenen daarvan zijn niet bekend maar er is wel veel over gespeculeerd, genoemd zijn onder andere: de bemoeienis van Hendrik met de zaken in Aquitanië, het lange leven van Hendrik en zijn weigering om werkelijk macht met zijn kinderen te delen, zijn minnaressen of gewoon zijn moeilijke karakter. In dit politieke gezin was het niet te vermijden dat een conflict uiteindelijk op open oorlog zou uitlopen.

### Recht en wetgeving
Hendrik had de persoonlijke overtuiging dat het zijn plicht als landsheer was om voor goede rechtspraak te zorgen. Hij deed dit vooral door goede functionarissen te benoemen en fouten in het systeem aan te pakken. Gedurende zijn bewind verving Hendrik de lappendeken aan overlappende lokale rechtbanken door een systeem van koninklijke rechtbanken. Er lag vermoedelijk vooraf geen visie ten grondslag aan zijn juridische hervormingen maar hij pakte problemen op ad-hocbasis aan. Naarmate hij ouder werd kreeg Hendrik steeds meer interesse in juridische zaken en bemoeide hij zich actief met wetgeving.
In de periode van burgeroorlog in Engeland waren veel bezittingen geroofd of in beslag genomen, en vaak weer wettig aan derden verkocht of geschonken. Toen Hendrik koning werd leidde dit tot een stortvloed aan rechtszaken die nog op de oude manier door edelen, geestelijken of volksrechtbanken werden afgehandeld. Hendrik was bijna al die tijd in Frankrijk maar was wel bij deze rechtszaken betrokken: hij greep in bij rechtszaken die volgens hem niet goed waren verlopen en gaf aanwijzingen voor de verbetering van wereldlijke en kerkelijke rechtspraak.
Ondertussen moderniseerde Hendrik de rechtspraak in Normandië. Toen hij in 1163 naar Engeland kwam had hij het voornemen die veranderingen ook daar in te voeren. Rechtspraak werd voortaan gebaseerd op onderzoek van bewijsmateriaal en verklaringen onder ede, in veel gevallen met hulp van een jury. Er werd vooral aandacht gegeven aan grondbezit en erfrecht. Het gerechtshof in Winchester dat eerst zaken deed met betrekking tot de koninklijke inkomsten, sprak vanaf 1166 ook namens de koning recht in civiele zaken. Hendrik organiseerde een systeem van reizende rechters die door heel Engeland trokken. Hendrik heeft in feite de common law in Engeland vorm gegeven. Het rechtssysteem werd voor Hendrik ca. 1188 vastgelegd door Ranulf de Glanvill, de hoogste rechter van Engeland, in zijn Tractatus de legibus et consuetudinibus regni Angliae (Verhandeling over de wetten en gebruiken van het koninkrijk Engeland). De nieuwe rechtspraak betekende een belangrijke inperking van de macht van edelen en geestelijken, ten gunste van de koning.

### Verhouding met de kerk
Net als alle ambitieuze vorsten uit zijn tijd probeerde Hendrik zoveel mogelijk zijn eigen kandidaten te laten benoemen tot bisschop of abt, zodat ze zijn politiek konden steunen. Hij kreeg echter te maken met een kerk die de eigen autonomie steeds belangrijker begon te vinden. In Engeland leidde dit tot grote spanningen en aartsbisschop Theobald van Canterbury was zelfs een tijd door Stefanus verbannen geweest. In Normandië en Bretagne had Hendrik een veel betere verstandhouding met de geestelijkheid. In Aquitanië was de lokale autonomie traditioneel veel groter en Hendriks bemoeienis met benoemingen zorgde meestal voor veel spanningen.
Hendrik was verder niet erg in religie geïnteresseerd. Hij stichtte niet meer dan een paar kloosters, en dat dan als vorm van boetedoening. Wel stichtte hij een aantal hospitalen in Engeland en Frankrijk. Hendrik was ook zuinig met schenkingen aan kloosters, alleen kloosters die een duidelijke band hadden met zijn familie werden door hem begunstigd.
Hendrik was bang om over zee te reizen. Voor vertrek biechtte hij altijd en hij liet waarzeggers een gunstig tijdstip voor vertrek kiezen. Veel van zijn reizen waren op feestdagen van heiligen.

### Financiën
De verschillende feodale staten van het Angevijnse Rijk hadden ieder hun aparte financiële huishouding hoewel de opzet vergelijkbaar was. De vorst had zijn belangrijkste inkomsten uit zijn eigen domeinen en verdiende ook aan het uitgeven van geld en aan boetes. Als hij meer geld nodig had kon de vorst een belasting heffen, of geld lenen. Geld werd in de twaalfde eeuw steeds belangrijker voor vorsten omdat veel werd geïnvesteerd in de bouw van kastelen en omdat er steeds meer huurlingen werden gebruikt tijdens oorlogen.
Met name in Engeland had Hendrik toen hij koning werd, te maken met een financiële puinhoop. Hendrik I had een systeem opgezet met een rekenkamer die ervoor zorgde dat de centrale schatkist in Londen, en dependances in koninklijke kastelen door het hele land, over voldoende middelen beschikten. De reizende koning werd vergezeld door beambten die de nodige betalingen deden en namens de koning zijn gelden incasseerden. Tijdens de burgeroorlog was dit systeem vastgelopen en de koninklijke inkomsten in Engeland waren met bijna de helft teruggelopen.
Hendrik begon zijn regering in Engeland met het herstel van het systeem van zijn grootvader, een monetaire hervorming en verbeteringen in de boekhouding. In de eerste elf jaar hief hij bovendien relatief veel belastingen. In 1180 voerde Hendrik opnieuw een monetaire hervorming door en bracht hij alle munten direct onder zijn gezag. Hendrik liet tijdens zijn bewind veel munten slaan. Dit stimuleerde de handel maar leidde ook tot inflatie.
Hendrik leende veel meer geld dan zijn voorgangers. In eerste instantie leende hij vooral bij geldleners in Rouen, daarna leende hij vooral in Vlaanderen of bij Joodse geldleners.

## Grote ondernemingen, grote problemen (1162 – 1175)

### Verwikkelingen in Frankrijk
Lodewijk wist langzaam zijn positie te versterken. Na zijn bondgenootschap met de graven van Blois en de Champagne, volgden ook de graaf van Vlaanderen en de hertog van Bourgondië. In 1165 werd eindelijk zijn vurig gewenste mannelijke erfgenaam geboren: Filips II van Frankrijk. Lodewijk voelde zich sterker dan ooit en versterkte zijn politieke inspanningen tegen Hendrik.
Hendrik voerde op zijn beurt een agressieve politiek in Auvergne, waar Lodewijk zich erg aan ergerde. In 1161 viel Hendrik persoonlijk opnieuw Toulouse aan en in 1164 liet hij nogmaals een aanval uitvoeren door de aartsbisschop van Bordeaux. Ook moedigde hij Alfons II van Aragón aan om zijn gebieden uit te breiden ten koste van Toulouse. Uiteindelijk besloot Raymond van Toulouse in 1164 om te scheiden van de zuster van Lodewijk en begon hij besprekingen met Hendrik.
Ondertussen had Hendrik in 1164 grensgebieden met Bretagne bezet. In 1166 viel hij Bretagne binnen om lokale edelen te straffen. Hendrik dwong hertog Conan om af te treden en zijn dochter Constance tot erfgenaam te benoemen. Natuurlijk werd Constance direct verloofd met Hendriks zoon Godfried. En omdat Godfried minderjarig was, trad Hendrik op als "beschermer" van Bretagne. In Bretagne was veel onvrede over deze gang van zaken. Toen Lodewijk en Hendrik in 1167 een conflict kregen over een belastingheffing ten bate van de kruisvaardersstaten, kon Lodewijk een verbond sluiten met een belangrijk deel van de Bretonse edelen. Lodewijk kreeg ook steun vanuit Wales en Schotland en hij viel Normandië binnen. Hendrik op zijn beurt veroverde Chaumont-en-Vexin waar Lodewijk de voorraden voor de veldtocht bijeen had gebracht, en verwoestte de stad. Lodewijk was nu gedwongen om vrede te sluiten. Hendrik had toen de handen vrij om af te rekenen met de rebelse Bretonse edelen.
In de volgende jaren begonnen Hendrik en Eleonora plannen te maken voor hun erfenis. Ze wilden hun zoon Hendrik het koninkrijk Engeland en het hertogdom Normandië nalaten, Richard het hertogdom Aquitanië en Godfried het hertogdom Bretagne. Hun jongste zoon Jan werd pas in 1167 geboren en bleef daarom buiten de verdeling, vandaar zijn bijnaam "Jan zonder Land". Voor deze verdeling was de instemming van Lodewijk nodig dus Hendrik begon weer toenadering tot hem te zoeken. In 1169 leidde dit tot vredesbesprekingen in Montmirail (Marne). Lodewijk accepteerde de plannen van Hendrik, en er werd afgesproken dat de zoons van Hendrik Lodewijk zouden huldigen als hun leenheer voor hun toekomstige bezit en dat Richard zou trouwen met Lodewijks dochter Adelheid. Deze afspraken zouden de status van Lodewijk hebben versterkt en tegelijk ook de positie van Hendrik en zijn erfgenamen (tegen opstandige edelen) hebben versterkt. Lodewijk traineerde de uitvoering echter en begon te stoken tussen Hendrik en zijn zoons, en tussen de broers onderling.
Hendriks positie in het zuiden werd steeds sterker. In 1170 sloot hij een bondgenootschap met Alfons VIII van Castilië die trouwde met zijn dochter Eleonora (toen acht jaar oud). Hendrik sloot in 1173 een bondgenootschap met graaf Humbert III van Savoye, zijn dochter Alicia werd verloofd met Jan zonder Land maar zij zou al in 1178 (twaalf jaar oud) overlijden – dus dit huwelijk vond niet plaats. Ook in 1173 huldigde Raymond van Toulouse Hendrik als zijn leenheer voor het graafschap Toulouse.

### De kwestie Thomas Becket

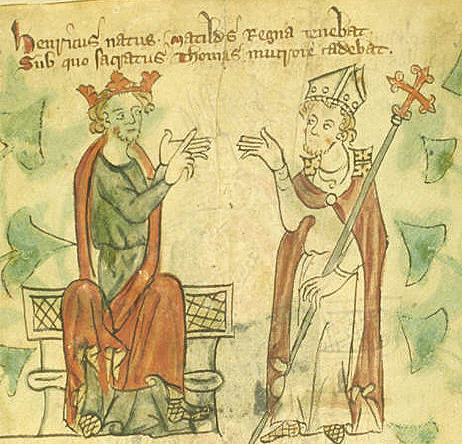
Een afbeelding uit een 14de-eeuwse kroniek met rechts Thomas Becket en links Hendrik II.

In 1161 overleed de onafhankelijke aartsbisschop Theobald van Canterbury, waar Stefanus al conflicten mee had gehad. Hendrik zag de kans schoon om zijn vriend en kanselier Thomas Becket tot aartsbisschop te benoemen en zo de kerk in zijn greep te krijgen. Zowel zijn moeder Mathilde als zijn vrouw Eleonora zouden Hendrik tegen deze benoeming hebben gewaarschuwd maar Hendrik zette door. Al snel bleek dat dit niet verstandig was: Becket maakte een einde aan de nauwe verstandhouding met Hendrik, begon sober te leven en wierp zich op als een vasthoudende beschermer van de rechten van de kerk.
Hendrik en Becket hadden al conflicten over de zeggenschap over kerkelijke landerijen en over belastingen, maar het belangrijkste conflict had betrekking op de jurisdictie over geestelijken die een wereldlijk misdrijf hadden begaan. Begin 1164 drukte Hendrik zijn zienswijze door in de Constituties van Clarendon. Becket stemde onder grote druk, en onder voorbehoud, in met deze nieuwe regels maar veranderde later zijn standpunt. Het conflict tussen Hendrik en Becket werd in snel tempo een prestigeslag op internationaal niveau. Hendrik was gekrenkt, Becket was ijdel en bedacht op politiek voordeel, geen van beiden was bereid om toe te geven. Becket vluchtte in 1164 naar het hof van Lodewijk. Beiden zochten de steun van paus Alexander III en van andere hoge geestelijken en vorsten. Hendrik vervolgde medestanders van Becket in Engeland, Becket excommuniceerde medestanders van Hendrik. De Normandische geestelijkheid steunde Hendrik. De paus deelde het standpunt van Becket maar had ook een goede relatie met Hendrik nodig vanwege de strijd van de paus met keizer Frederik I Barbarossa.
In 1169 besloot Hendrik dat hij zijn zoon Hendrik tot mede-koning van Engeland wilde laten kronen. Omdat dit traditioneel door de aartsbisschop van Canterbury gebeurde, probeerde Hendrik tot een vergelijk met Becket te komen, maar dat lukte niet. De jonge Hendrik werd toen door de aartsbisschop van York gekroond. Becket kreeg toestemming van de paus om een interdict over Engeland uit te spreken. Dit dwong Hendrik tot nieuwe onderhandelingen en in juli 1170 werd een compromis bereikt. Becket keerde in december terug naar Canterbury. Als Hendrik dacht dat de problemen voorbij waren, dan had hij het mis: Becket excommuniceerde direct drie medestanders van Hendrik. Hendrik ontstak in woede. Volgens de populaire literatuur zou hij hebben geroepen "Wie verlost mij van dat lastpak van een priester?" maar volgens een eigentijdse kroniek heeft hij gezegd: "Wat heb ik een miserabele darren en verraders in mijn huishouding gevoed en bevorderd, dat ze hun heer met zoveel schandelijke minachting laten behandelen door een laaggeboren geestelijke?". Vier ridders trokken in het geheim naar Canterbury om Becket te arresteren en naar de koning te brengen. Thomas Becket vond het beneden zijn waardigheid om zich door gewone ridders te laten arresteren en uiteindelijk hebben ze hem op 29 december 1170 voor het altaar in de Kathedraal van Canterbury gedood.

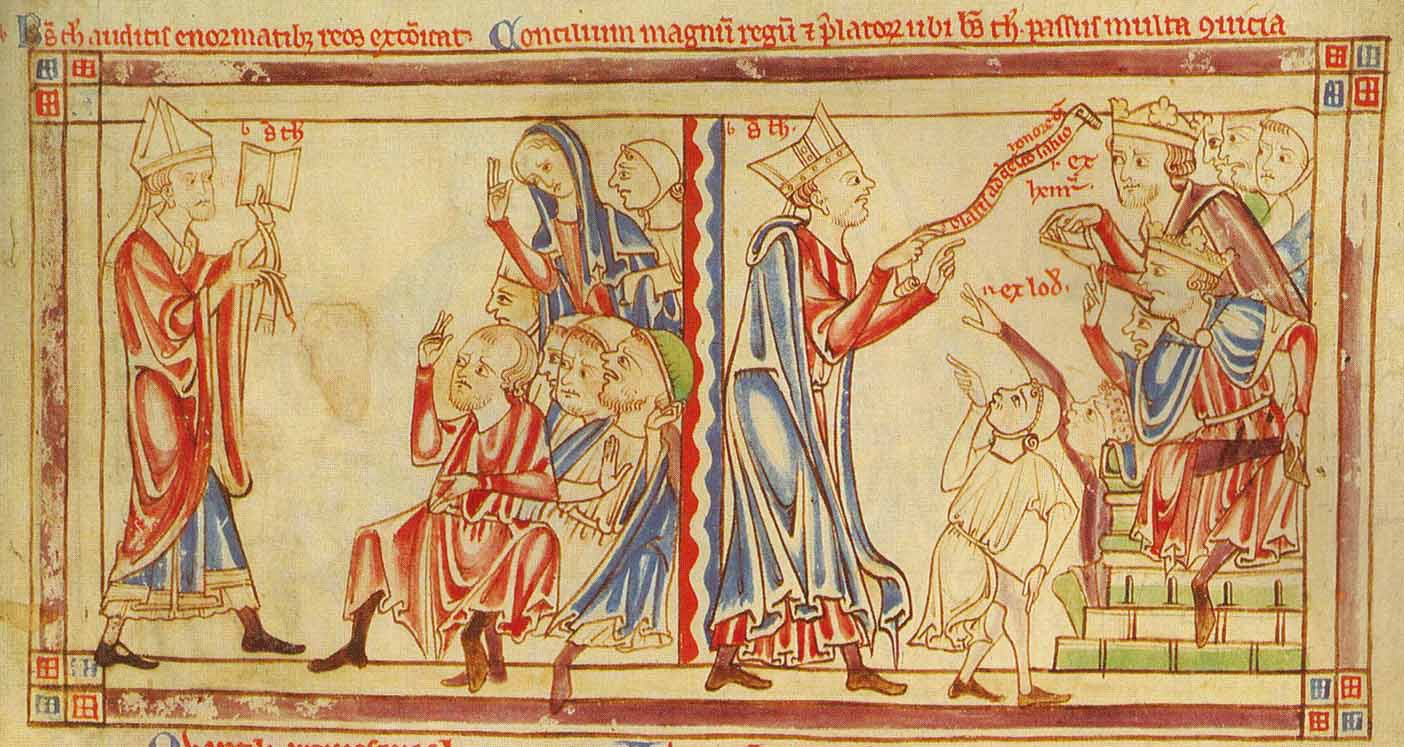
De excommunicatie van Hendrik II door Becket, afbeelding afkomstig uit een middeleeuwse kroniek; waarschijnlijk van Matthew Paris.

De moord op een aartsbisschop, voor het altaar in zijn eigen kathedraal (bij uitstek een onschendbare plaats), gaf een schok in heel Europa. Becket was tijdens zijn leven niet geliefd in de kerk maar hij werd al snel tot martelaar uitgeroepen. Ondanks tegenwerking van de Normandische bisschoppen kon de Franse kerk opnieuw een interdict uitspreken over Engeland. Ondertussen deed Hendrik niets om de moordenaars van Becket te straffen. Onder toenemende druk onderhandelde hij in 1172 een regeling met de paus waarin de constituties van Clarendon grotendeels ongedaan werden gemaakt en Hendrik beloofde om op kruistocht te gaan. Hoewel Hendrik nog zeventien jaar leefde is hij nooit op kruistocht gegaan. Becket werd in 1173 heilig verklaard en Hendrik onderging op 12 juni 1174 een boetedoening in Canterbury waarbij hij publiekelijk zijn zonden beleed, van elke aanwezige bisschop vijf slagen met een roede ontving en van tachtig monniken elk drie slagen, waarna hij een nachtwake doorbracht bij het graf van Becket. Hierdoor werd Hendrik in het algemeen weer gunstig beoordeeld.
De vier ridders werden geëxcommuniceerd en moesten uiteindelijk naar Rome reizen om vergiffenis te vragen. De paus verplichtte ze om naar het Heilige Land te reizen en daar voor de kruisvaarders te vechten.

### Expansie naar Ierland
In de twaalfde eeuw bestond Ierland uit enkele inheemse koninkrijken. Toen koning Diarmait Mac Murchada van Leinster werd verdreven door Tairrdelbach Ua Conchobair, koning van Connacht en de hoge koning van Ierland, vluchtte hij in 1167 naar Engeland. Hendrik gaf hem toestemming om een huurlingenleger te vormen, om zijn koninkrijk terug te winnen. Diarmait vormde een leger van Engels-Normandische edelen en soldaten uit de Welsh Marches en vulde dat aan met huurlingen uit Vlaanderen. Hij heroverde Leinster in 1170 maar overleed al een jaar later. Diarmaits Normandische aanvoerder Richard de Clare, die met de dochter van Diarmait was getrouwd, riep zich nu uit tot koning van Leinster.
De meeste partijen in Ierland deden nu een beroep op Hendrik om steun: de Ierse vorsten die bang waren om door de Clare en nieuwe groepen avonturiers onder de voet te worden gelopen, en de Clare die aanbood om Hendrik als heer voor zijn Ierse bezittingen te erkennen. Ook de paus was voorstander van ingrijpen van Hendrik in Ierland, om zo meer greep te kunnen krijgen op de Ierse kerk (de pauselijke bul Laudabiliter over dit onderwerp is mogelijk een vervalsing). Daarnaast maakte Hendrik zich bezorgd over het gegeven dat edelen uit de Welsh Marches die zich toch al onafhankelijk opstelden, buiten zijn koninkrijk grote nieuwe bezittingen verwierven. Al met al was dit een kans die Hendrik niet voorbij kon laten gaan. Hij trok met een leger naar het zuiden van Wales en herstelde daar zijn gezag in enkele opstandige gebieden. Daarna zeilde hij in oktober 1171 van Pembroke (Wales) naar Ierland. De Ierse en Normandische vorsten in het zuiden en oosten van Ierland erkenden Hendrik als hun vorst. Hendrik begon een bouwprogramma van kastelen om zijn controle over Ierland te kunnen verzekeren. Hij benoemde in 1175 in Windsor Castle Ruaidrí Ua Conchobair (vaak Rory O'Connor genoemd, een zoon van Tairrdelbach Ua Conchobair) tot hoge koning in Ierland, om te regeren in zijn naam. Ruaidrí erkende op zijn beurt Hendrik als zijn leenheer. Hij was echter niet in staat om zijn gezag te vestigen, vooral niet in Munster (Ierland). Daarom besloot Hendrik in 1177 in Oxford om Ierland directer te gaan besturen en benoemde hij een aantal directe vazallen in Ierland.
In de plannen voor de verdeling van de erfenis van Hendrik en Eleonora kreeg hun zoon Jan het koninkrijk Ierland toebedeeld.

### De grote opstand
In 1173 gaf Hendrik drie kastelen, die waren toebedeeld aan de jonge Hendrik, aan Jan. Dit was voor de jonge Hendrik onverteerbaar en het leidde uiteindelijk tot een oorlog van anderhalf jaar tussen Hendrik en zijn drie oudste zoons, gesteund door hun moeder, Lodewijk en een aantal Franse edelen, Willem I van Schotland en een aantal opstandige edelen.
De jonge Hendrik (achttien jaar oud) was getrouwd en mede-koning van Engeland, en hij leefde in koninklijke staat, maar hij had geen eigen inkomsten en had voortdurend geld tekort. Hij moest steeds geld vragen aan Hendrik die daar niet scheutig mee was, en al helemaal weigerde om zijn zoon eigen inkomsten te geven. Bovendien was hij zeer gehecht geweest aan Thomas Becket die een groot aandeel had in zijn opvoeding. De kwestie van de kastelen was te veel voor prins Hendrik. Toen zijn protesten niets uithaalden vluchtte hij naar zijn schoonvader Lodewijk in Parijs. Godfried (vijftien jaar oud) zat in een vergelijkbare situatie. Hij zou hertog van Bretagne worden, maar hij was nog niet met de erfgename van Bretagne getrouwd en zijn vader leek daar ook geen haast mee te willen maken. Richard (zestien jaar oud) had misschien een wat betere positie als aanstaande hertog van Aquitanië, maar Eleonora spoorde hem aan om de jonge Hendrik te steunen. Godfried en Richard voegden zich bij de jonge Hendrik in Parijs. Eleonora werd op weg naar Parijs gearresteerd door troepen van koning Hendrik en opgesloten. Veel edelen in Engeland, Bretagne en Aquitanië steunden de opstand, in de overtuiging zo een stap te zetten naar een mooie carrière onder de volgende generatie vorsten. Lodewijk hielp de jonge prinsen door een coalitie te vormen waar naast hemzelf ook de graven van Vlaanderen, Boulogne en Blois, en de koning van Schotland, deelnamen. De opstandelingen vonden nauwelijks steun in de graafschappen van Anjou. Ook Normandië bleef trouw aan Hendrik hoewel hier een duidelijke onvrede was met zijn bestuur. Ook de meeste steden (dus de havens) en de belangrijkste kastelen bleven trouw aan Hendrik.
De vijandelijkheden begonnen in mei 1173. Lodewijk en de jonge Hendrik vielen Vexin aan, troepen uit Boulogne en Vlaanderen vielen uit het noorden Normandië binnen, troepen vanuit Blois kwamen vanuit Blois en Bretonse rebellen vielen aan vanuit het westen. Al deze troepen trokken in de richting van Rouen. Hendrik liet de verdediging over aan lokale edelen en ging eerst naar Engeland om de verdediging daar te organiseren. Daarna kwam hij terug naar Normandië en versloeg het leger van Lodewijk en de jonge Hendrik zodat die moesten terugtrekken. Tegelijk had een ander leger van Hendrik in het westen de Bretonse invallers verslagen en veel gevangenen gemaakt. Hendrik deed zijn zoons een vredesaanbod maar besprekingen in Gisors liepen op niets uit. In Engeland kon geen van de partijen een voordeel behalen totdat troepen van Hendrik in september in Suffolk een leger van rebellen en Vlamingen kon verslaan. Eind 1173 veroverde Hendrik enkele kastelen in de Touraine. Lodewijk en de jonge Hendrik vielen opnieuw Normandië aan maar de gevechten moesten worden gestaakt door het invallende winterweer. In 1174 probeerden Hendriks tegenstanders om hem naar Engeland te lokken, om in zijn afwezigheid Normandië te veroveren. Willem van Schotland begon daarom een campagne in noord Engeland maar Hendrik bleef in Normandië. De veldtocht van Willem liep vast, vooral omdat Hendriks buitenechtelijke zoon Godfried, bisschop van Lincoln (Verenigd Koninkrijk), een aantal belangrijke kastelen met succes wist te verdedigen. Daarom kondigde de graaf van Vlaanderen aan dat hij Engeland zou binnenvallen, en stuurde alvast een kleine legermacht naar East Anglia. Hendrik kon dit niet negeren en ging naar Engeland. Hij deed een publieke boetedoening bij het graf van Thomas Becket (zie hierboven). Hendrik gaf daarbij aan dat hij de opstand zag als een straf van god voor de moord op Becket en hij hoopte daar met deze boetedoening wat aan te kunnen veranderen. In ieder geval werd Willem van Schotland kort daarna gevangengenomen en verliep de opstand in Engeland. Hendrik keerde terug naar Normandië en was nog op tijd om Rouen te ontzetten. Lodewijk moest zich terugtrekken en vroeg om vredesbesprekingen.

## De laatste jaren (vanaf 1175)
Na de grote opstand werden vredesbesprekingen gehouden in Montlouis-sur-Loire. Hoewel Hendrik in feite de oorlog had gewonnen, sloot hij vrede op soepele voorwaarden: Hendrik en de jonge Hendrik beloofden om geen wraak te nemen op elkaars partijgangers; Jan hield de drie omstreden kastelen maar Hendrik gaf twee kastelen in Normandië aan de jonge Hendrik, samen met een som van 15.000 anjouponden; Richard en Godfried kregen de helft van de inkomsten van hun gebieden; Eleonora bleef onder huisarrest; rebelse edelen werden in principe in hun lenen hersteld; Filips van Vlaanderen kreeg een toelage van Hendrik, in ruil voor neutraliteit. Alleen Willem van Schotland werd hard aangepakt: hij moest Hendrik als zijn leenheer erkennen en vijf belangrijke Schotse kastelen kregen een Engelse bezetting.
Door zijn positie met succes te verdedigen had Hendrik veel aanzien gewonnen in Europa. Daarnaast speelde zijn propaganda in op de populaire cultus rond Thomas Becket door zijn uiteindelijke overwinning aan de boetedoening bij diens graf toe te schrijven.
De confrontatie tussen Hendrik en Lodewijk ging onverminderd door. Hendrik bezat een deel van Berry maar pretendeerde in 1176 recht op het hele graafschap te hebben. Hendrik dreigde met oorlog maar, waar Hendrik vermoedelijk op hoopte, de paus kwam tussenbeide en de vraag wie eigenaar was van Berry en van Auvergne werd aan een arbitragecomité voorgelegd. De arbitrage stelde Hendrik in het gelijk. Hendrik kocht bovendien ook het graafschap de Marche (provincie). Deze aankoop zette de relatie met Lodewijk direct weer onder druk.

### Problemen in het gezin
In 1179 maakte Hendrik Richard tot hertog van Aquitanië. In 1181 mocht Godfried eindelijk met Constance van Bretagne trouwen en werd hij hertog van Bretagne. Hij was uitstekend in staat om de laatste opstandige edelen zonder hulp aan te pakken. Jan kreeg regelmatig goederen van zijn vader (ten koste van edelen) en werd in 1177 benoemd tot Heer van Ierland. Het leek erop dat Jan de favoriete zoon van zijn vader was geworden. De jonge Hendrik reisde door heel Europa van toernooi naar toernooi en bemoeide zich nauwelijks met bestuurlijke of militaire zaken, hij was nog steeds ontevreden over zijn gebrek aan macht en aan geld.
In 1182 eiste de jonge Hendrik om hertog van Normandië te worden, en zo zijn eigen inkomsten te hebben. Hendrik weigerde maar bood hem wel een hogere toelage. Om de jonge Hendrik te paaien beval Hendrik Richard en Godfried om hun broer te erkennen als leenheer voor hun hertogdommen. Richard weigerde omdat de jonge Hendrik volgens hem geen enkel recht op Aquitanië had. Toen Hendrik Richard dwong om de jonge Hendrik toch te huldigen, weigerde de jonge Hendrik dit te accepteren. De jonge Hendrik sloot een bondgenootschap met Godfried en een aantal edelen uit Aquitanië. In 1183 begonnen ze een oorlog om Aquitanië op Richard te veroveren. Hendrik kwam Richard te hulp maar voordat er belangrijke gevechten konden plaatsvinden, overleed de jonge Hendrik aan een koorts. De opstand was daarmee direct verlopen.
De dood van Hendrik betekende dat de verhoudingen binnen het gezin drastisch moesten worden herverdeeld. Het was duidelijk dat Godfried hertog van Bretagne moest blijven omdat zijn recht op dat hertogdom op zijn huwelijk was gebaseerd, en formeel dus zijn eigen recht was en niet door zijn vader gegeven. Hendrik vond dat Richard erfgenaam en medekoning van Engeland, en erfgenaam van Normandië moest worden. Jan zou dan hertog van Aquitanië worden. Maar Richard wilde Aquitanië niet opgeven en weigerde om mee te werken aan de plannen van zijn vader. Hendrik beval Jan en Godfried om Aquitanië voor hem te veroveren maar hun veldtocht in 1184 stagneerde al snel. Het gezin verzoende zich weer in Westminster maar Richard hield voet bij stuk. Pas toen Hendrik Eleonora uit haar huisarrest haalde om Richard over te halen om Hendrik te gehoorzamen, en toen Hendrik dreigde om Engeland en Normandië aan Godfried te geven, gaf Richard toe.
Jan ondernam in 1185 een veldtocht in Ierland om Hendriks positie te versterken maar dit werd een totale mislukking. De Anglo-Normandische edelen wilden niet met hem samenwerken en hij kon de Ierse vorsten niet verslaan. Hendrik wilde Jan in 1186 weer naar Ierland sturen maar dat ging niet door toen het bericht kwam dat Godfried was omgekomen tijdens een toernooi in Parijs – hij liet twee jonge kinderen achter. Hendrik stond voor de opgave om weer een nieuw machtsevenwicht te vinden.

### Hendrik, Richard en Filips II Augustus
Filips II van Frankrijk was in 1180 koning geworden. De jonge Filips bleek al snel een briljante politicus te zijn. Hij deed zijn best om de onvrede tussen Hendrik en Richard te vergroten. Hendrik zelf had een goede relatie met Filips maar die was voor een groot deel gebaseerd op de vriendschap tussen Filips en Godfried. Na de dood van Godfried in 1186 verslechterde de relatie van Hendrik en Filips.
Filips eiste in 1186 dat hij de voogd zou worden van Godfrieds kinderen. Ook eiste hij dat Richard zich met zijn leger terugtrok uit Toulouse, terwijl Richard daar juist was om Raymond van Toulouse onder druk te zetten. Filips dreigde om anders Normandië aan te vallen. Ook eiste Filips dat het huwelijk tussen Richard en Adelheid eindelijk zou worden voltrokken, zo niet dan eiste hij Vexin op. Filips viel ondertussen Berry binnen en stuitte bij Châteauroux op Hendrik met een groot leger. Door interventie van de paus werd een bestand gesloten. Tijdens de onderhandelingen stelde Filips Richard voor om samen een bondgenootschap te sluiten tegen Hendrik.
In 1187 kwam het bericht dat sultan Saladin Jeruzalem had veroverd. Heel Europa wilde een nieuwe kruistocht organiseren. Richard was enthousiast voor de kruistocht en ook Hendrik en Filips kondigden aan om op kruistocht te gaan. Richard wilde graag snel vertrekken maar Hendrik en Filips hadden veel tijd nodig voor voorbereidingen. Ondertussen ging Richard in Aquitanië en Toulouse nog wat oude rekeningen vereffenen, wat een aantal schendingen van het bestand opleverde. Hendrik en Filips kwamen zo weer op het punt van oorlog en Hendrik wees een voorstel van Filips voor een nieuw bestand af. Vermoedelijk was dit tactiek van Hendrik die naar een meer duurzame regeling streefde maar Richard was woedend over deze extra vertragingen en gaf de schuld daarvan aan zijn vader.
Filips organiseerde in november 1188 vredesbesprekingen. Hij bood Hendrik een vredesverdrag aan voor de lange termijn waarbij Hendrik in de meeste territoriale kwesties zijn zin zou krijgen. De enige voorwaarden die Filips stelde, waren dat het huwelijk van Richard en Adelheid eindelijk zou worden voltrokken en dat Hendrik Richard als zijn erfgenaam zou aanwijzen. Hendrik weigerde, en daarna eiste Richard dat zijn vader hem als erfgenaam zou aanwijzen. Hendrik weigerde nogmaals en Richard koos de kant van Filips en huldigde hem tijdens de besprekingen als zijn leenheer. Oorlog dreigde maar de paus organiseerde nieuwe vredesbesprekingen in 1189 in La Ferté-Bernard. Hendrik had inmiddels last gekregen van een bloedende maagzweer. Hendrik stelde voor dat niet Richard maar Jan met Adelheid zou trouwen (en gaf daarmee voeding aan geruchten dat Richard zou worden onterfd). Dit werd niet geaccepteerd en de besprekingen werden zonder resultaat afgebroken. Volgens ongeschreven regels gold tijdens de periode na een bespreking een bestand maar Filips en Richard trokken zich daar niets van aan en vielen direct met twee legers aan, in de richting van Le Mans (stad) en van Tours (Indre-et-Loire).

### Overlijden
Hendrik werd bijna ingesloten in Le Mans maar kon ontvluchten naar Alençon. Tegen het advies van zijn hovelingen trok hij zich niet terug in Normandië maar reisde hij door het oorlogsgebied naar zijn favoriete kasteel van Chinon. Het lukte hem deze reis te maken ondanks het hete zomerweer en de vijandelijke troepen die hij moest ontlopen. Aangekomen in Chinon stortte Hendrik in. Filips en Richard maakten ondertussen goede vorderingen, in de wetenschap dat Hendrik stervende was en dat Richard nog steeds zijn belangrijkste erfgenaam was. Ze stelden Hendrik onderhandelingen voor en er vond een ontmoeting plaats in Ballan, vlak bij Chinon. Hendrik kon nauwelijks op zijn paard zitten en gaf op alle punten toe: hij erkende Filips als zijn leenheer, stemde erin toe dat er een andere voogd voor Adelheid zou worden aangesteld, stelde het huwelijk van Richard en Adelheid vast voor na de kruistocht, erkende Richard als zijn erfgenaam, stemde toe in herstelbetalingen aan Filips en gaf Filips een aantal kastelen in onderpand.
Hendrik werd op een draagbaar teruggedragen naar Chinon. Daar hoorde hij dat Jan zich ook bij Richard had aangesloten. Dat nieuws was te veel en hij zakte weg in een zware koorts. In een paar heldere momenten biechtte hij en hij overleed op 6 juli 1189. Hendrik wilde begraven worden in de abdij van Grandmont bij Saint-Sylvestre (Haute-Vienne) in Limousin. Door het warme weer was het echter niet mogelijk om zijn lichaam over die afstand te transporteren en werd hij begraven in de abdij van Fontevraud.

## Nalatenschap en beeldvorming
Richard erfde vrijwel alle bezittingen van zijn vader. Hij nam daarna deel aan de Derde Kruistocht maar weigerde om met Adelheid te trouwen. Eleonora werd vrijgelaten en trad op als regentes tijdens zijn afwezigheid, en bestuurde na Richards thuiskomst het hertogdom Aquitanië. Richard werd opgevolgd door Jan en tijdens zijn bestuur wist Filips bijna alle Franse bezittingen van het Angevijnse Rijk in zijn macht te krijgen, behalve de kustgebieden van Aquitanië.
De juridische hervormingen van Hendrik in Engeland zijn van een blijvende betekenis geweest. Voor een deel zijn ze door Filips in Frankrijk overgenomen. De bemoeienis van Hendrik met Wales, Schotland en Ierland was van grote invloed op de ontwikkeling van die landen.
Enkele jaren na zijn dood schreef de geschiedschrijver William of Newburgh dat Hendrik door bijna al zijn tijdgenoten, ook zijn hofhouding, werd gehaat.
In moderne tijden was Hendrik populair bij de historici uit de vroege negentiende eeuw door zijn opbouw van een "empire" en zijn strijd tegen de Fransen en tegen Thomas Becket (oftewel de katholieke kerk). Franse historici zagen in hem vooral een figuur uit de Franse feodale geschiedenis (Hendrik was per slot van rekening meestal in Frankrijk en sprak Frans, geen Engels). victoriaanse historici hadden juist kritiek op zijn gedrag als echtgenoot en vader, en op de moord op Thomas Becket. Latere historici prijzen hem weer vanwege de blijvende hervormingen van recht en belastingen in Engeland.

## Huwelijk en kinderen
Hendrik trouwde op 18 mei 1152 met Eleonora van Aquitanië, ze kregen de volgende kinderen:
- Willem, jong overleden;
- Hendrik de Jongere, gehuwd met Margaretha van Frankrijk, ze kregen een zoon die na drie dagen overleed. Zij hertrouwde met Béla III van Hongarije;
- Mathilde, gehuwd met Hendrik de Leeuw;
- Richard Leeuwenhart, belangrijkste erfgenaam van Hendrik en koning van Engeland;
- Godfried, door zijn huwelijk met Constance I van Bretagne hertog van Bretagne. Hun zoon Arthur I van Bretagne was een rivaal voor de troon van zijn oom Jan en werd vermoedelijk in diens opdracht vermoord;
- Eleonora, gehuwd met Alfons VIII van Castilië;
- Johanna (1165-1199), gehuwd met (1177) Willem II van Sicilië en met (1196) Raymond VI van Toulouse;
- Jan zonder Land erfgenaam van Richard en koning van Engeland;

Hendrik had een aantal kinderen uit buitenechtelijke relaties:
- met een vrouw met de naam Ikenai had hij een zoon Godfried (ca. 1150 – Notre-Dame-du-Parc, 18 december 1212), bisschop van Lincoln (1173), kanselier van Engeland (1182), aartsbisschop van York (1189); deze leefde vanaf 1207 in verbanning in Frankrijk;
- een onbekend kind bij Adelheid, dochter van Odo van Porhoët die tot 1168 Bretagne had bestuurd – alleen bekend uit een klacht van Odo dat Hendrik zijn dochter zwanger had gemaakt;
- de bekendste buitenechtelijke relatie van Hendrik was Rosamund Clifford (overleden ca. 1176) maar van haar zijn geen kinderen bekend;
- met Ida, de vrouw van Roger Bigod, earl van Norfolk, kreeg Hendrik een zoon William Longespée (ca. 1176 – 7 maart 1226), door zijn huwelijk earl van Salisbury (Verenigd Koninkrijk);
- met Nesta, vrouw van Ralph Bloët, kreeg Hendrik een zoon Morgan, proost van Berkeley in Yorkshire (1201), in 1213 benoemd tot bisschop van Durham (Engeland) maar de paus weigerde de benoeming omdat hij uit overspel was geboren;
- bij een onbekende vrouw: Mathilde, abdis van Barking (Suffolk);

Verder worden er op grond van aannames nog enkele kinderen aan Hendrik toegeschreven.

## Voorouders
| Hendrik II van Engeland (1133-1189) | Vader: Godfried V van Anjou (1113-1151)   | Grootvader: Fulco V van Anjou (1091-1143)       | Overgrootvader: Fulco IV van Anjou (1043-1109)        |
| Hendrik II van Engeland (1133-1189) | Vader: Godfried V van Anjou (1113-1151)   | Grootvader: Fulco V van Anjou (1091-1143)       | Overgrootmoeder: Bertrada van Montfort (1070-1117)    |
| Hendrik II van Engeland (1133-1189) | Vader: Godfried V van Anjou (1113-1151)   | Grootmoeder: Ermengarde van Maine (1096-1126)   | Overgrootvader: Eli I van Maine (1060-1110)           |
| Hendrik II van Engeland (1133-1189) | Vader: Godfried V van Anjou (1113-1151)   | Grootmoeder: Ermengarde van Maine (1096-1126)   | Overgrootmoeder: Mathilde van Loir (1055-1099)        |
| Hendrik II van Engeland (1133-1189) | Moeder: Mathilde van Engeland (1102-1167) | Grootvader: Hendrik I van Engeland (1068-1135)  | Overgrootvader: Willem de Veroveraar (1028-1087)      |
| Hendrik II van Engeland (1133-1189) | Moeder: Mathilde van Engeland (1102-1167) | Grootvader: Hendrik I van Engeland (1068-1135)  | Overgrootmoeder: Mathilde van Vlaanderen (1031-1083)  |
| Hendrik II van Engeland (1133-1189) | Moeder: Mathilde van Engeland (1102-1167) | Grootmoeder: Mathilde van Schotland (1079-1118) | Overgrootvader: Malcolm III van Schotland (1031-1093) |
| Hendrik II van Engeland (1133-1189) | Moeder: Mathilde van Engeland (1102-1167) | Grootmoeder: Mathilde van Schotland (1079-1118) | Overgrootmoeder: Margaretha van Schotland (1045-1093) |

- Bibsys: 90796461
- Bibliothèque nationale de France: cb12560346p (data)
- Catàleg d'autoritats de noms i títols de Catalunya: 981058510129106706
- Gemeinsame Normdatei: 118709755
- International Standard Name Identifier: 0000 0001 0851 467X
- Library of Congress Control Number: n79151166
- Nationale Bibliotheek van Tsjechië: jn20000700815
- Nationale bibliotheek van Australië: 51933855
- Nationale Bibliotheek van Israël: 987007278301705171
- Nationale Bibliotheek van Polen: a0000001183689
- Nationale en Universitaire bibliotheek Zagreb: 000742278
- Nederlandse Thesaurus van Auteursnamen: 07365177X
- Istituto Centrale per il Catalogo Unico: PUVV130368
- LIBRIS: 60399
- SNAC: w6vt26m5
- Système universitaire de documentation: 033003688
- Museum of New Zealand Te Papa Tongarewa: 66197
- Trove: 1510880
- Union List of Artist Names: 500404084
- Virtual International Authority File: 90145970073532250834
- WorldCat: E39PBJmdvJgqXXV3gvFMxhx4bd